# Potenza (provins)
Potenza är en provins i regionen Basilicata i Italien. Potenza är huvudort i provinsen. Provinsen etablerades 1861 när Kungariket Sardinien annekterade Kungariket Neapel och motsvarar i stort den tidigare provinsen Provincia di Basilicata.

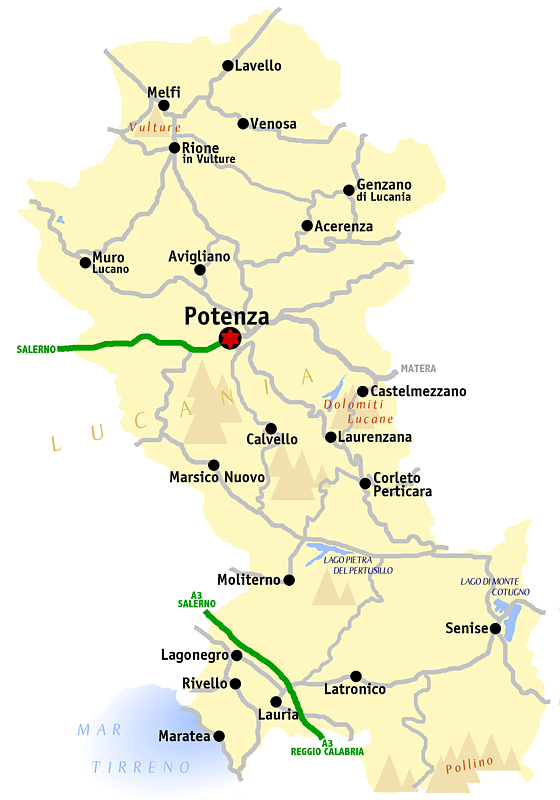
Karta över provinsen

## Administrativ indelning
Provinsen Potenza är indelad i 100 comuni (kommuner). Alla kommuner finns i lista över kommuner i provinsen Potenza.

## Geografi
Provinsen Potenza gränsar:
- i norr mot provinserna Foggia och Bari
- i öst mot provinsen Matera
- i syd mot provinsen Cosenza
- i väst mot provinserna Salerno och Avellino
- i väst en kort sträckning mot Tyrrenska havet